# یوسف فارس
یوسف فارس (سوئدی: Josef Fares؛ زادهٔ ۱۹ سپتامبر ۱۹۷۷) یک کارگردان اهل سوئد است. وی از سال ۱۹۹۶ میلادی تاکنون مشغول فعالیت بوده‌است.